# 克里夫蘭鎮區 (阿肯色州洛諾克縣)
克里夫蘭鎮區（英語：Cleveland Township）是位於美國阿肯色州洛諾克縣的一個行政鎮區。

## 地方資料
克里夫蘭鎮區的面積為48.51平方千米，當中陸地面積為46.04平方千米，而水域面積為2.46平方千米。根據2010年美國人口普查的數據，當地共有人口338人，而人口密度為每平方千米6.97人。